# Michael O'Flaherty
Pour les articles homonymes, voir O'Flaherty.
Michael O'Flaherty est un avocat irlandais spécialiste des droits de l'homme. En janvier 2024, il a été élu Commissaire aux droits de l'homme par l'Assemblée parlementaire du Conseil de l'Europe pour six ans non renouvelables. Il est actuellement professeur adjoint (honoraire) à l'Université de Maynooth et à l'University College Dublin. 
Il était le chef de la Commission d'Irlande du Nord pour les droits de l'homme depuis 2004, ainsi que du Centre pour les droits de l'homme de l'Université de Nottingham. Avant 2002, il a été membre de l'Innocenti de l'UNICEF et du Comité des droits de l'Homme relatif au Pacte international relatif aux droits civils et politiques et à la Convention internationale sur l'élimination de toutes les formes de discrimination raciale. Il est aussi membre du Centre européen pour les droits des Roms et du Centre européen inter-universitaire pour les droits de l'homme et la démocratisation.
Il est aussi un des auteurs des Principes de Jogjakarta.